# Lycurus phleoides
Lycurus phleoides är en gräsart som beskrevs av Carl Sigismund Kunth. Lycurus phleoides ingår i släktet Lycurus och familjen gräs. Inga underarter finns listade i Catalogue of Life.